# Attichy
Attichy település Franciaországban, Oise megyében. Lakosainak száma 1855 fő (2022. január 1.). Attichy Berneuil-sur-Aisne, Bitry, Couloisy, Jaulzy, Moulin-sous-Touvent, Saint-Crépin-aux-Bois és Tracy-le-Mont községekkel határos.

## Népesség
A település népességének változása:
| Lakosok száma | 1865 | 1852 | 1907 | 1880 | 1894 | 1881 | 1864 | 1853 | 1855 |
|               | 2013 | 2015 | 2016 | 2017 | 2018 | 2019 | 2020 | 2021 | 2022 |